# Bad Man of Deadwood
Bad Man of Deadwood è un film del 1941 diretto da Joseph Kane.
È un film western statunitense con Roy Rogers, Carol Adams e George 'Gabby' Hayes.

## Produzione
Il film, diretto da Joseph Kane su una sceneggiatura di James R. Webb, fu prodotto da Kane, come produttore associato, per la Republic Pictures e girato, nel Walker Ranch a Newhall, nell'Iverson Ranch a Chatsworth e nei Republic Studios a Hollywood, in California.

## Colonna sonora
- Joe O'Grady - scritta da Jule Styne e Sol Meyer, cantata da Roy Rogers e Sally Payne
- Home on the Rangeland - scritta da Roy Rogers e Fred Rose, cantata da Roy Rogers
- Song of the Dusty Trail - scritta da Fred Rose e Ray Whitley, cantata da Roy Rogers

## Distribuzione
Il film fu distribuito negli Stati Uniti dal 5 settembre 1941 al cinema dalla Republic Pictures.